# Extraliga (Slowakei, Schach) 2002/03
Die Extraliga 2002/03 war die elfte Spielzeit der slowakischen Extraliga im Schach.

## Teilnehmende Mannschaften und Modus
Am Start waren mit ŠK Slovan Bratislava, ŠK Hydina Košice, ZK Slovakofarma Hlohovec, ŠK Tatran Prešov, ŠK Bestex Nové Zámky, ŠK Dunaj Bratislava, den Junioren des ŠK Slovan Bratislava, ZŤS Spartak Dubnica, ŠK Slovan Levice und ŠO TJ Slávia UPJŠ Košice die ersten zehn der Extraliga 2001/02, außerdem waren der ŠK HOFFER Komárno und der ŠK Softip Rajecké Teplice aus der 1. liga aufgestiegen.
Die zwölf Mannschaften spielten ein einfaches Rundenturnier an acht Brettern, über die Platzierung entschied zunächst die Anzahl der Mannschaftspunkte (drei Punkte für einen Sieg, ein Punkt für ein Unentschieden, kein Punkt für eine Niederlage), anschließend der direkte Vergleich und danach die Anzahl der Brettpunkte (ein Punkt für eine Gewinnpartie, ein halber Punkt für eine Remispartie, kein Punkt für eine Verlustpartie). Die beiden Letzten stiegen ab und wurden durch die Sieger der beiden Staffeln der 1. liga ersetzt.
Zu den gemeldeten Mannschaftskadern der teilnehmenden Vereine siehe Mannschaftskader der Extraliga (Slowakei, Schach) 2002/03.

## Termine
Die Wettkämpfe fanden statt am 19. und 20. Oktober, 23. und 24. November, 14. und 15. Dezember 2002, 12. Januar, 1. und 2. Februar sowie 1. und 2. März 2003.

## Saisonverlauf
Der Titelverteidiger ŠK Slovan Bratislava, der ŠK Hydina Košice und der Aufsteiger ŠK HOFFER Komárno lieferten sich einen Dreikampf um den Titel, den Komárno in der letzten Runde für sich entschied. Der ŠO TJ Slávia UPJŠ Košice und die Junioren des ŠK Slovan Bratislava standen vorzeitig als Absteiger fest.

## Abschlusstabelle
| Pl. | Verein                                 | Sp | G  | U | V  | MP | Brett-P.  |
| --- | -------------------------------------- | -- | -- | - | -- | -- | --------- |
| 01. | ŠK HOFFER Komárno (N)                  | 11 | 10 | 0 | 1  | 30 | 60,5:27,5 |
| 02. | ŠK Hydina Košice                       | 11 | 9  | 1 | 1  | 28 | 55,5:32,5 |
| 03. | ŠK Slovan Bratislava I. Mannschaft (M) | 11 | 8  | 1 | 2  | 25 | 56,0:32,0 |
| 04. | ŠK Dunaj Bratislava                    | 11 | 5  | 2 | 4  | 17 | 46,5:41,5 |
| 05. | ZK Slovakofarma Hlohovec               | 11 | 5  | 2 | 4  | 17 | 43,5:44,5 |
| 06. | ŠK Slovan Levice                       | 11 | 5  | 0 | 6  | 15 | 36,5:51,5 |
| 07. | ŠK Softip Rajecké Teplice (N)          | 11 | 4  | 1 | 6  | 13 | 50,0:38,0 |
| 08. | ŠK Bestex Nové Zámky                   | 11 | 3  | 3 | 5  | 12 | 38,5:49,5 |
| 09. | ŠK Tatran Prešov                       | 11 | 3  | 2 | 6  | 11 | 40,0:48,0 |
| 10. | ZŤS Spartak Dubnica                    | 11 | 2  | 4 | 5  | 10 | 37,5:50,5 |
| 11. | ŠO TJ Slávia UPJŠ Košice               | 11 | 3  | 1 | 7  | 10 | 36,0:52,0 |
| 12. | ŠK Slovan Bratislava Junioren          | 11 | 0  | 1 | 10 | 1  | 27,5:60,5 |

## Entscheidungen
|     | Slowakischer Meister: ŠK HOFFER Komárno                                           |
|     | Absteiger in die 1. liga: ŠO TJ Slávia UPJŠ Košice, ŠK Slovan Bratislava Junioren |
| (M) | Meister der letzten Saison                                                        |
| (N) | Aufsteiger der letzten Saison                                                     |

## Kreuztabelle
| Ergebnisse | Ergebnisse                         | 01. | 02. | 03. | 04. | 05. | 06. | 07. | 08. | 09. | 10. | 11. | 12. |
| ---------- | ---------------------------------- | --- | --- | --- | --- | --- | --- | --- | --- | --- | --- | --- | --- |
| 01.        | ŠK HOFFER Komárno                  |     | 3½  | 5½  | 5½  | 6   | 6   | 4½  | 6   | 7   | 5½  | 5½  | 5½  |
| 02.        | ŠK Hydina Košice                   | 4½  |     | 4½  | 3   | 4   | 6   | 4½  | 5   | 5½  | 6   | 5½  | 7   |
| 03.        | ŠK Slovan Bratislava I. Mannschaft | 2½  | 3½  |     | 5   | 5   | 6½  | 6   | 4   | 5   | 6   | 7   | 5½  |
| 04.        | ŠK Dunaj Bratislava                | 2½  | 5   | 3   |     | 4½  | 3½  | 2   | 6½  | 4   | 4   | 6½  | 5   |
| 05.        | ZK Slovakofarma Hlohovec           | 2   | 4   | 3   | 3½  |     | 5   | 4½  | 3   | 5   | 4   | 5   | 4½  |
| 06.        | ŠK Slovan Levice                   | 2   | 2   | 1½  | 4½  | 3   |     | 1½  | 3   | 4½  | 5½  | 4½  | 4½  |
| 07.        | ŠK Softip Rajecké Teplice          | 3½  | 3½  | 2   | 6   | 3½  | 6½  |     | 7   | 3½  | 3½  | 4   | 7   |
| 08.        | ŠK Bestex Nové Zámky               | 2   | 3   | 4   | 1½  | 5   | 5   | 1   |     | 4   | 4   | 2½  | 6½  |
| 09.        | ŠK Tatran Prešov                   | 1   | 2½  | 3   | 4   | 3   | 3½  | 4½  | 4   |     | 5½  | 3½  | 5½  |
| 10.        | ZŤS Spartak Dubnica                | 2½  | 2   | 2   | 4   | 4   | 2½  | 4½  | 4   | 2½  |     | 5½  | 4   |
| 11.        | ŠO TJ Slávia UPJŠ Košice           | 2½  | 2½  | 1   | 1½  | 3   | 3½  | 4   | 5½  | 4½  | 2½  |     | 5½  |
| 12.        | ŠK Slovan Bratislava Junioren      | 2½  | 1   | 2½  | 3   | 3½  | 3½  | 1   | 1½  | 2½  | 4   | 2½  |     |

## Die Meistermannschaft
| 1.            | ŠK HOFFER Komárno |
| Schachfiguren | Zbyněk Hráček, Eduard Meduna, Juraj Lipka, Ladislav Salai, Tomáš Balogh, Peter Petrán, Claudiu Zetocha, Pavel Čertek, Jozef Baránek, Štefan Berza. |